# Lysandra antearentior
Lysandra antearentior är en fjärilsart som beskrevs av Ruggero Verity 1937. Lysandra antearentior ingår i släktet Lysandra och familjen juvelvingar. Inga underarter finns listade i Catalogue of Life.